# Jean Escarra
Jean Escarra (Párizs, 1885. április 10. – Párizs, 1955. augusztus 14.) francia jogász, sinológus.

## Élete, munkássága
Escarra 1921 és 1929 között a kínai kormányjogi tanácsadójaként tevékenykedett, s meghatározó szerepe volt az 1929-es kínai Polgári Törvénykönyv összeállításában. Ebben az időszakban számos fontos tanulmányt közölt a kínai jogrendszerről és társadalomról. Csang Kaj-seknek is dolgozott konzultánsként. Ő volt az első elnöke az 1944 augusztusában megalakult Francia Szellemi Tulajdon Bizottságának, amely bizottság munkájának az eredménye az 1957-es irodalmi és művészeti tulajdonjogról szóló törvényben öltött testet.

## Főbb művei
- La Chine et le droit international, éditions A.Pedone, 1931
- Principes de droit commercial. 1934 avec la collaboration d'Édouard Escarra, Jean Rault
- Le Droit Chinois – Conception et évolution, Sirey, 1936 Texte en ligne
- La Chine – Passé et Présent, Armand Colin, 1937 Texte en ligne
- La Doctrine française du droit d’auteur, en collaboration avec François Hepp et Jean Rault, 1937
- Karakoram: Expédition française à l'Himalaya, en collaboration avec Henry de Segogne and Louis Neltner. 1938
- L'Honorable Paix Japonaise éditions Bernard Grasset 1938
- Les institutions de la Chine, avec Henri Maspero Presses Universitaires de France, 1952 Texte en ligne

## Fordítás
- Ez a szócikk részben vagy egészben  a   Jean Escarra című francia Wikipédia-szócikk ezen változatának fordításán alapul.  Az eredeti cikk szerkesztőit annak laptörténete sorolja fel. Ez a jelzés csupán a megfogalmazás eredetét és a szerzői jogokat jelzi, nem szolgál a cikkben szereplő információk forrásmegjelöléseként.